# Lancy
Lancy är en stad och kommun i kantonen Genève, Schweiz. Den består av stadsdelarna Grand-Lancy och Petit-Lancy. Kommunen har 36 229 invånare (2023).
Kommunen är en förort till Genève. I kommunen ligger sportarenan Stade de Genève.